# Lasztonya
Lasztonya là một thị trấn thuộc hạt Zala, Hungary. Thị trấn này có diện tích 8,77 km², dân số năm 2010 là 111 người, mật độ 13 người/km².